# نيلسون إيبانيز
نيلسون إيبانيز (بالإسبانية: Nelson Ibáñez)‏ هو لاعب كرة قدم أرجنتيني، ولد في 13 نوفمبر 1981 في مندوزا في الأرجنتين. شارك مع منتخب الأرجنتين لكرة القدم. أما مع النوادي، فقد لعب مع غودوي كروز ونادي راسينغ.

## وصلات خارجية
- نيلسون إيبانيز على موقع قاعدة بيانات كرة القدم.إي يو (الإنجليزية)
- نيلسون إيبانيز على موقع ناشيونال فوتبول تيمز (الإنجليزية)
- نيلسون إيبانيز على موقع Soccerway.com (الإنجليزية)
- نيلسون إيبانيز على موقع AS.com (الإسبانية)